# Mary Jemima Robinson, Baronesa Grantham
Mary Jemima Robinson (nascida Mary Jemima Yorke; Wrestlingworth, 9 de fevereiro de 1757 – Whitehall, 7 de janeiro de 1830) foi uma nobre inglesa. Ela foi baronesa Grantham como esposa de Thomas Robinson, 2.º Barão Grantham. Foi mãe, dentre outros, de Frederick John Robinson, 1.º Conde de Ripon, Primeiro-ministro do Reino Unido de 1827 a 1828.

## Família
Mary foi a segunda filha de Philip Yorke, 2.º Conde de Hardwicke e de Jemima Yorke, 2.ª Marquesa Grey. 
Os seus avós paternos eram Philip Yorke, 1.º Conde de Hardwicke e Margaret Cocks. Os seus avós maternos eram John Campbell, 3.º Conde de Breadalbane e Holland e Amabel Grey.
Ela foi uma descendente direta da rainha Isabel Woodville (cujo segundo marido foi Eduardo IV de Inglaterra) através de sua trisavó materna Frances Howard, filha de Theophilus Howard, 2.º Conde de Suffolk, por sua vez neto de Margaret Audley, que era filha de Elizabeth Grey, cujo pai era Thomas Grey, 2.º Marquês de Dorset, um neto da rainha Isabel, pelo seu primeiro casamento com John Grey. Também era descendente direta de Tomás Howard, 3.º Duque de Norfolk, trisavô de Theopilus Howard. O 3.º duque de Norfolk era o tio das rainhas Ana Bolena e Catarina Howard, segunda e quinta esposas do rei Henrique VIII de Inglaterra, respectivamente. Theophilus também era irmão de Frances Carr, Condessa de Somerset, que foi a figura central de um escândalo na corte do rei Jaime I como a assassina confessa do amigo de seu segundo marido.
Mary teve uma irmã mais velha, Amabel Hume-Campbell, 1.ª Condessa de Grey de Wrest, esposa de Alexander Hume-Campbell.

## Biografia
Mary Jemima se casou com Thomas Robinson, 2.º Barão Grantham, de Grantham, no Condado de Lincoln, no dia 17 de agosto de 1780. Ela tinha 23 anos, e ele tinha 41. Thomas era filho de Thomas Robinson, 1.º Barão Grantham e de Frances Worsley.
O marido dela foi embaixador da Espanha de 1771 a 1779, e depois serviu como Secretário de Estado para Assuntos Estrangeiros de julho de 1782 a abril de 1783, como sucessor de Charles James Fox.
O casamento não durou por muito tempo, pois o barão Grantham morreu em 20 de julho de 1786, com apenas 47 anos de idade. Apesar disso, o casal teve três filhos.
A baronesa viúva faleceu em 7 de janeiro de 1830, aos 72 anos de idade, e foi enterrada no Cemitério de São João Batista, na vila de Flitton, em Bedfordshire.

## Descendência
- Thomas Philip de Grey, 2.º Conde de Grey (8 de dezembro de 1781 – 14 de novembro de 1859), foi sucessor da tia materna, Amabel, como conde de Grey e barão Lucas. Um cavalheiro da Ordem da Jarreteira, foi casado com Henrietta Frances Cole, com quem teve três filhos.
- Frederick John Robinson, 1.º Conde de Ripon (1 de novembro de 1782 – 28 de janeiro de 1859), primeiro ministro do Reino Unido. Foi casado com Sarah Albinia Louisa Hobart, com quem teve dois filhos.
- Philip Robinson (18 de outubro de 1783 – junho de 1794), morreu aos 10 anos de idade.